# Minerals de terra rara

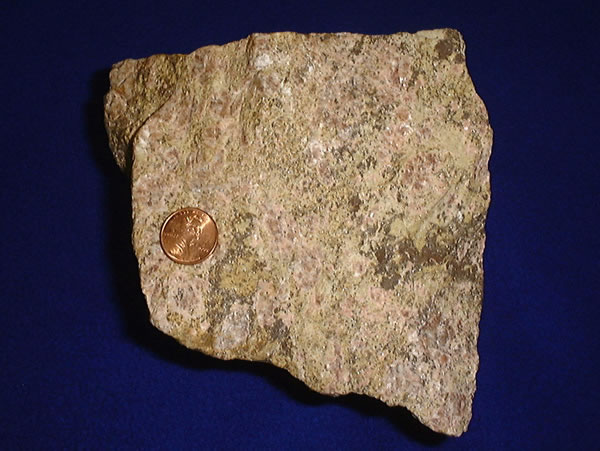
Mena de terres rares, mostrada amb un cèntim dels Estats Units per a la comparació de la mida

Un mineral de terres rares conté un o més elements de les terres rares com a principals components metàl·lics. Els minerals de terres rares es troben generalment en associació amb minerals alcalins o peralcalins ígnis complexes, en la pegmatita associada amb magmes alcalins o amb carbonatita intrusiva.
Les fases minerals de perovskita són hostes comuns dels elements de les terres rares dins dels complexos alcalins. Les fonts de carbonats del mantell són portadores de minerals de terres rares. Els dipòsits hidrotermals associats al magmatisme alcalí contenen també una varietat de minerals de terres rares.
Una terra rara és, segons la IUPAC, la col·lecció d'elements químics metàl·lics de la taula periòdica formada per l'escandi, l'itri i els lantànids. L'escandi i l'itri són considerats com a terres rares perquè es troben als mateixos dipòsits minerals que els lantànids, amb els quals també comparteixen unes propietats químiques similars.

## Descoberta
El terme "terra rara" deriva dels minerals dels quals van ser aïllats per primera vegada el 1787. Els elements que formen part del grup de les terres rares, estaven en forma d'òxids poc freqüents i van començar a ser coneguts a partir de la descoberta del mineral de la galdonita per part de Carl Axel Arrhenius al poble suec de Ytterby, a Suècia., Va trobar un mineral fosc que va anomenar iterbita i en va enviar una mostra al químic Johan Gadolin a la Universitat d'Åbo per a una anàlisi posterior. Això va permetre el descobriment de quatre nous elements per diversos químics: itri, terbi, erbi, i iterbi i, finalment, amb la resta de metalls de les terres rares, incloent escandi, lantani, ceri, neodimi i tuli. En realitat, amb l'excepció del prometi, que és molt inestable, els elements de terres rares es troben en concentracions relativament altes a l'escorça terrestre.
El terme terra rara deriva del fet que, en el moment del seu descobriment, alguns elements presentaven una abundor molt petita en estat natural. Més tard, es trobaria que són relativament abundants, excepció feta del prometi. El ceri, per exemple, és el 25è element més abundant a l'escorça terrestre, on és present segons una relació de 68 parts per milió.

## Producció

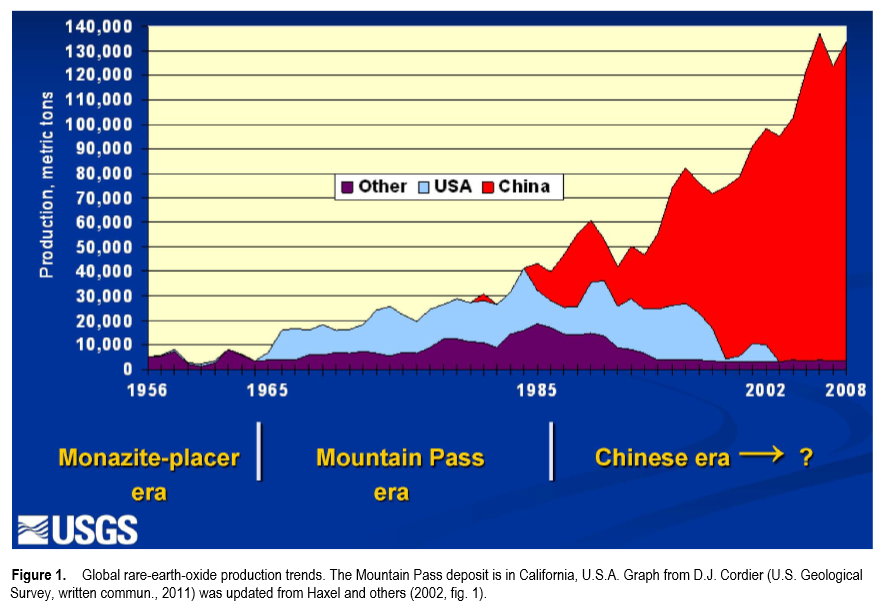
Producció d'òxids de terres rares (USGS)

La mineria de minerals de terres rares estava dominada en un moment pels Estats Units. Des de llavors, la República Popular de la Xina ha dominat el mercat.

## Llista dels més importants
Les fonts més importants per a l'obtenció de les terres rares són alguns minerals com la monazita, la loparita, la laterita i els minerals del grup de la bastnäsita. Malgrat la seva relativa abundor, les dificultats per a l'extracció i explotació de les terres rares és força més gran que en el cas dels metalls de transició i això fa que siguin més cars. La seva utilització va ser molt reduïda fins que, entre els anys 50 i 60, se'n van poder desenvolupar tècniques eficients de separació.

A continuació s'inclouen els i minerals hidrotermals i minerals de terres rares relativament comuns que sovint contenen percentatges significatius de terres rares:
- aeschynita
- allanita
- apatita
- bastnäsita
- britholita
- brockita
- cerita
- fluocerita
- fluorita
- gadolinita

- loparita
- laterita

- monazita
- parisita
- stillwellita
- synchysita
- titanita
- wakefieldita
- xenotime
- zircó